# Châtillon-Saint-Jean
Châtillon-Saint-Jean – miejscowość i gmina we Francji, w regionie Owernia-Rodan-Alpy, w departamencie Drôme. Jej burmistrzem jest od 2008 r. Daniel Ardin.
Według danych na rok 1990 gminę zamieszkiwało 790 osób, a gęstość zaludnienia wynosiła 90 osób/km² (wśród 2880 gmin regionu Rodan-Alpy Châtillon-Saint-Jean plasowała się wtedy na 913. miejscu pod względem liczby ludności, natomiast pod względem powierzchni na miejscu 1221.).